# Eglė Jakštytė
Eglė Jakštytė, född augusti 1991 i Utena, är en litauisk sångerska. 

## Karriär
Eglė Jakštytės musikkarriär började år 2009 efter att hon vunnit en musiktävling på TV. Hennes självbetitlade debutalbum Eglė släpptes år 2010 och innehåller tretton låtar. Den 12 februari 2011 deltog hon i den andra semifinalen i Litauens nationella uttagning till Eurovision Song Contest 2011 med låten "Meilė yra". Hon kom på trettonde plats och tog sig inte vidare till finalen. Hon deltog även i uttagningen till Eurovision Song Contest 2013 med låten "Give Me the Music" men nådde inte semifinal.

## Diskografi

### Album
- 2010 - Eglė